# Pardosa sangzhiensis
Pardosa sangzhiensis är en spindelart som beskrevs av Yin et al. 1995. Pardosa sangzhiensis ingår i släktet Pardosa och familjen vargspindlar. Inga underarter finns listade i Catalogue of Life.